# ザ・フィールド (1990年の映画)
『ザ・フィールド』（原題：The Field）は、1990年製作のアイルランドの映画。ジョン・B・キーン作の舞台劇をジム・シェリダンが映画化。日本では劇場未公開。

## あらすじ
1930年代、アイルランドの片田舎に暮らすブルは、自分の土地に入り込んだロバを殺してしまうほど、土地への執着が深い農民だった。しかし、その土地は未亡人からの借地だった。
ある日、未亡人が土地を競売に掛ける事になった為、ブルはその土地を安く手に入れようと策をめぐらす。しかし、その競売に村の開発にやって来たアメリカ人ピーターが割って入ったため、物別れに終わってしまう。
そして競売が再び開催される前の晩、ピーターに手を引かせようとしたブルは、誤って彼を殺害してしまう。それは悲劇の始まりであった…。

## キャスト
- ブル・マッケイブ：リチャード・ハリス
- ピーター：トム・ベレンジャー
- バード・オドネル：ジョン・ハート
- タッド・マッケイブ：ショーン・ビーン
- マギー・マッケイブ：ブレンダ・フリッカー
- 未亡人：フランシス・トメルティ
- ジョン・カウリー
- ショーン・マッギンリー
- ノエル・オドノヴァン
- ブレンダン・グリーソン
- マラキー・マッコート